# Windthorst
Windthorst – miasto w Stanach Zjednoczonych, w stanie Teksas, w hrabstwie Archer.